# Associazione Calcio Sampierdarenese 1945-1946
Questa voce raccoglie le informazioni riguardanti la Associazione Calcio Sampierdarenese nelle competizioni ufficiali della stagione 1945-1946.

## Stagione
Alla fine delle ostitlità e ripresa dei campionati fu inserito nella Divisione Nazionale 1945-1946 della Lega Nazionale Alta Italia. Il club concluse il torneo al 14º posto.

## Rosa
| N. |                   | Ruolo | Calciatore          |
| -- | ----------------- | ----- | ------------------- |
|    | Italia (bandiera) | P     | Pietro Bonetti      |
|    | Italia (bandiera) | P     | Luigi Carzino       |
|    | Italia (bandiera) | P     | Pietro Rossi        |
|    | Italia (bandiera) | D     | Marco Borrini       |
|    | Italia (bandiera) | D     | Luigi Dagnino       |
|    | Italia (bandiera) | D     | Aldo Parena         |
|    | Italia (bandiera) | C     | Giuseppe Castelli   |
|    | Italia (bandiera) | C     | Pietro Castignani   |
|    | Italia (bandiera) | C     | Volturno Diotallevi |

| N. |                   | Ruolo | Calciatore           |
| -- | ----------------- | ----- | -------------------- |
|    | Italia (bandiera) | C     | Ernesto Sandroni     |
|    | Italia (bandiera) | A     | Luigi Bertani        |
|    | Italia (bandiera) | A     | Ernani D'Alconzo     |
|    | Italia (bandiera) | A     | Gustavo Fiorini      |
|    | Italia (bandiera) | A     | Gian Battista Opisso |
|    | Italia (bandiera) | A     | Gaspare Parvis       |
|    | Italia (bandiera) | A     | Oscarre Spadavecchia |
|    | Italia (bandiera) | A     | Mario Ventimiglia    |

## Statistiche

### Statistiche di squadra
| Competizione                      | Punti | Totale | Totale | Totale | Totale | Totale | Totale |
| Competizione                      | Punti | G      | V      | N      | P      | Gf     | Gs     |
| --------------------------------- | ----- | ------ | ------ | ------ | ------ | ------ | ------ |
| Divisione Nazionale - Alta Italia | 15    | 26     | 5      | 5      | 16     | 19     | 53     |
| Coppa Alta Italia                 | 8     | 8      | 2      | 4      | 2      | 15     | 18     |
| Totale                            | 23    | 34     | 7      | 9      | 18     | 34     | 71     |